# Здание Центральной городской больницы (Азов)
Здание Центральной городской больницы — достопримечательность по улице Измайлова, 58 в городе Азове Ростовской области.

## История
В конце 1890-х годов появилась информация о том, что городская Дума Азова решила построить больницу согласно разработанному проекту инженера Соколова. Руководил строительством купец Сыроватский. Со временем идея была воплощена и на окраинных территориях города появилось 2 больничных здания. Чтобы получить возможность лечения в больнице, необходимо было платить деньги, но также были и исключения — например, в больнице было 5 бесплатных коек, средства на лечения поступали из наследства Семенкиной. В своем завещании эта женщина указала содержать койки, расходуя на это 5 тысяч рублей в год. Врачей в Азове было не много и история сохранила информацию лишь о двух из них: известно о враче Фабиане Натановиче Гувари, который заведовал лечебницей и враче Александре Александровиче Кравцове.
В конце XIX века больница помещалась в здании небольших размеров, который был рассчитан на 20 коек. Помимо этого в больнице осуществлялся амбулаторный прием больных. По состоянию на 1911 год в помещении Азовской больницы было 5 женских и 10 мужских палат, а в 1940-х годах располагались военные госпитали. После окончания войны, для того, чтобы была возможность у врачей посетить больных, и чтобы можно было пациентов доставить в больницу, в распоряжение учреждения поступило несколько лошадей и пара телег.
В сентябре 1955 года больница стала самостоятельным учреждением, которое могло вместить 135 коек. В состав больницы вошло хирургическое, терапевтическое, детское и родильное отделение. Заведующим хирургическим отделением с 1956 года стал Василий Михайлович Кондауров, с 1977 года он был Заслуженным врачом РСФСР.
В 1956 году для нужд городской больницы была выделена первая санитарная автомашина, открылся первый пункт скорой помощи.
В 1960-х годах больница стала более современным учреждением. У неё было поликлиническое отделение с клинической лабораторией, физиотерапевтическое отделение, рентген-кабинет. Заработало детское поликлиническое отделение, врачебный и фельдшерский пункты. В наше время эти здания заняты отделением скорой помощи, противотуберкулезным диспансером и кардиологическим отделением.